# Георги Настев (лекар)
 Тази статия е за медика.  За други значения вижте Георги Настев (пояснение).  
Георги Настев Стоянов е български военен лекар от Македония.

## Биография
Роден е в 1883 година в Солун, тогава в Османската империя, днес в Гърция. Той е най-малкият син на известния възрожденски деец Насте Стоянов. Негови братя са д-р Андон Стоянов и капитан Константин Настев.
Завършва медицина в Монпелие, Франция, в 1907 или 1909 година. Завръща се в Солун и става преподавател в Солунската българска търговска гимназия. Екзархията му плаща държавния изпит в Цариград, тъй като има политика да насърчава връщането на българи лекари в Османската империя. Назначен е за екзархийски лекар в Солун в 1911 година. През учебната 1911/1912 година е пансионен лекар на солунските български гимназии.
Участва в Балканската, Междусъюзническата и Първата световна война като санитарен офицер.
След войните се преселва в България. Заедно с майка си, брат си Андон (Константин загива в 1916 г.) и сестра си Евгения правят дарение, в духа на завещанието на Насте Стоянов, на Министерството на просветата – създават в 1925 година фонд с начален капитал 40 294 лв., който със сумата от лихвите всяка година да подпомага две бедни българчета – едното от Солун, а другото от Крушево, като с предимство се ползват „синове на родолюбиви родители, живели в тези градове до 1913 г.“. Фондът „Насте Стоянов“ е ликвидиран от комунистическата власт в 1948 година, заедно с останалите фондове при МНП.
Георги Настев Стоянов умира към 1930 година. Семейството му изпада в силно затруднено положение и дъщеря му Лиляна, тогава ученичка в V клас на Първа софийска девическа гимназия, по решение на учителския съвет и Министерството на просветата от 18 април 1931 г. започва да получава стипендия от 300 лв. месечно.